# Кребс, Отто
Йозеф Карл Пауль Отто Кребс (нем. Josef Karl Paul Otto Krebs; 25 марта 1873, Висбаден — 26 марта 1941) — немецкий предприниматель и коллекционер.

## Биография
Изучал философию в Цюрихе, затем стал коммерческим директором гамбургской фирмы Rudolf Otto Meyer, в 1906 г. основал в Мангейме новое производство, специализировавшееся на изготовлении паровых котлов. В 1920-е гг. дела у фирмы Кребса шли особенно удачно, и он приступил к собиранию собственной художественной коллекции, посвятив её французскому импрессионизму.
Кребсом был приобретён ряд полотен Сезанна, Гогена, ван Гога, его собрание считалось наиболее значительной в Германии частной коллекцией импрессионистов. Коллекция Кребса находилась в его доме в Хольцдорфе под Веймаром (в настоящее время часть Веймара), где он жил со своей гражданской женой, пианисткой Фридой Кваст-Ходапп.

## Судьба коллекции
После смерти Кребса от рака коллекция оставалась в подвале его дома, в котором в 1948 году расположилось управление Советской военной администрации в Германии. Коллекция была обнаружена и описана на месте советскими трофейными командами, занимающимися сбором произведений искусства и вывозом их в СССР, после чего отправлена в Государственный Эрмитаж. Найденная коллекция Кребса, согласно описи трофейной комиссии, состояла из 102 картин, 13 рисунков, 8 скульптур (в том числе авторства Дега и Майоля) и 12 единиц декоративно-прикладного искусства, в основном китайского фарфора. Старший научный сотрудник Эрмитажа К. А. Агафонова писала в докладной записке:

Согласно полученным сведениям, это ценное собрание было спрятано в 5 километрах от Веймара, в имении Кребса «Хольцдорф», в 1948 г. занятом командованием СВАГ, что весьма облегчило нам розыски. Картины были замурованы в тщательно замаскированном, специально для них устроенном огромном сейфе в подвале под сараем, вскрыть который потребовало у наших специалистов много труда и времени. 112 картин, пастелей и рисунков по лежавшему при них списку были налицо. Эта коллекция скорее является музеем с первоклассным подбором картин лучших французских живописцев второй половины XIX в., чем частным собранием. Редко можно встретить такой подбор картин, являющийся достоянием одного коллекционера, составившего его в очень короткий срок, совпадающий с годами господства фашизма в Германии.
В ответ на рапорт о находке ценного собрания, ранее принадлежавшего фашисту, было получено распоряжение командующего о немедленной отправке его на склад в Берлин, а затем, по получению из Москвы правительственного распоряжения, оно направлено в Советский Союз. Отдел реституции СВАГ по данному ему указанию отправил всю коллекцию через всесоюзное экспортно-импортное объединение «Разноэкспорт» в Государственный Эрмитаж, куда оно поступило в феврале 1949 г.

Эти картины долгое время хранились в запасниках Эрмитажа и не были известны широкой публике и даже большинству исследователей; мало того, на Западе считалось что коллекция Кребса погибла во время Второй мировой войны. В 1996 году собрание французских импрессионистов из коллекции Кребса было впервые представлено публике на Эрмитажной выставке трофейного искусства. В 2001 году коллекция Кребса была официально включена в состав собраний Эрмитажа и с конца 2014 года эти картины выставляются в Галерее памяти Сергея Щукина и братьев Морозовых в здании Главного Штаба.

### Некоторые картины из бывшей коллекции Кребса

Винсент Ван Гог. «Белый дом ночью». 1890 год.
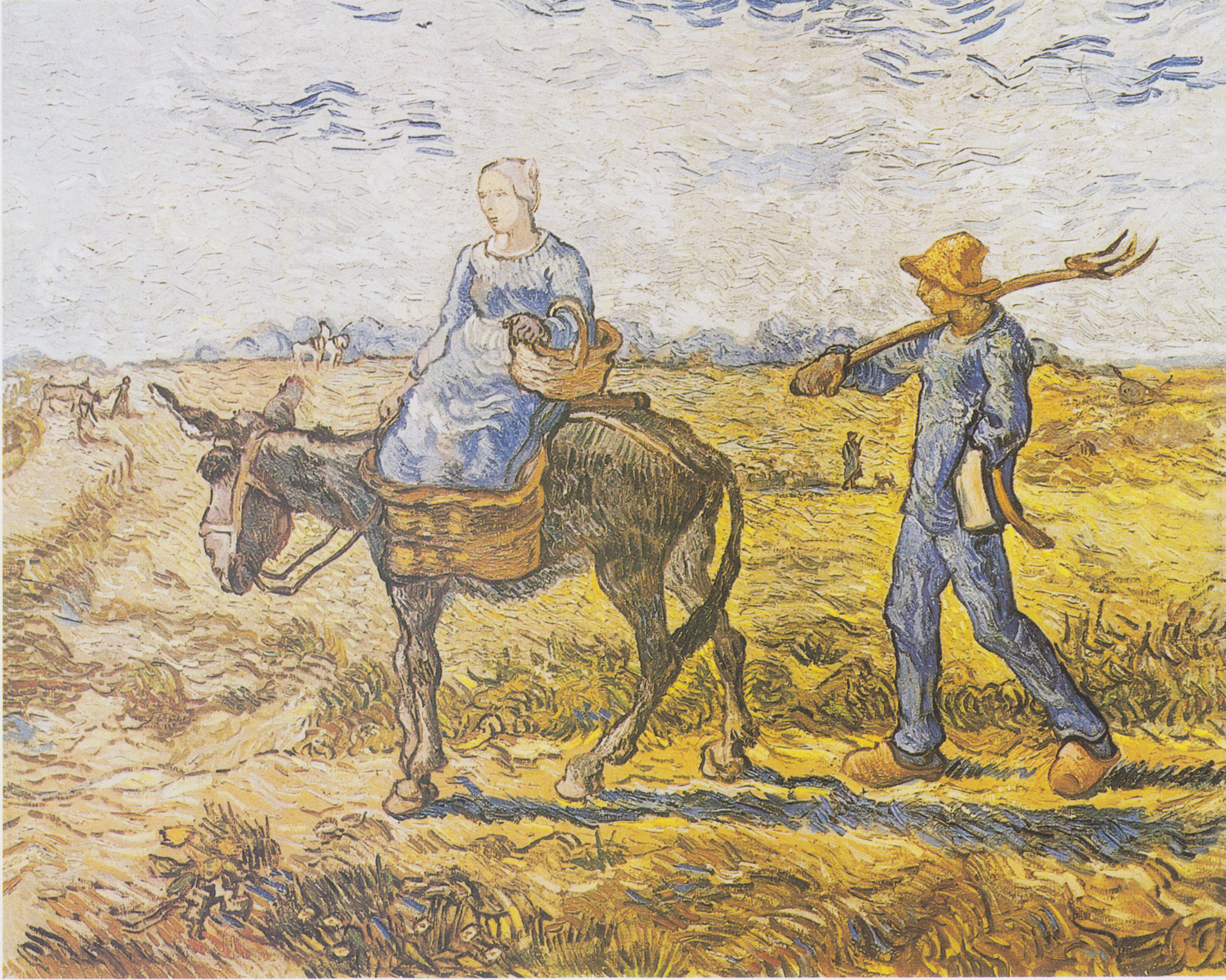
Винсент Ван Гог. «Утро. Отправление на работу». 1890 год.
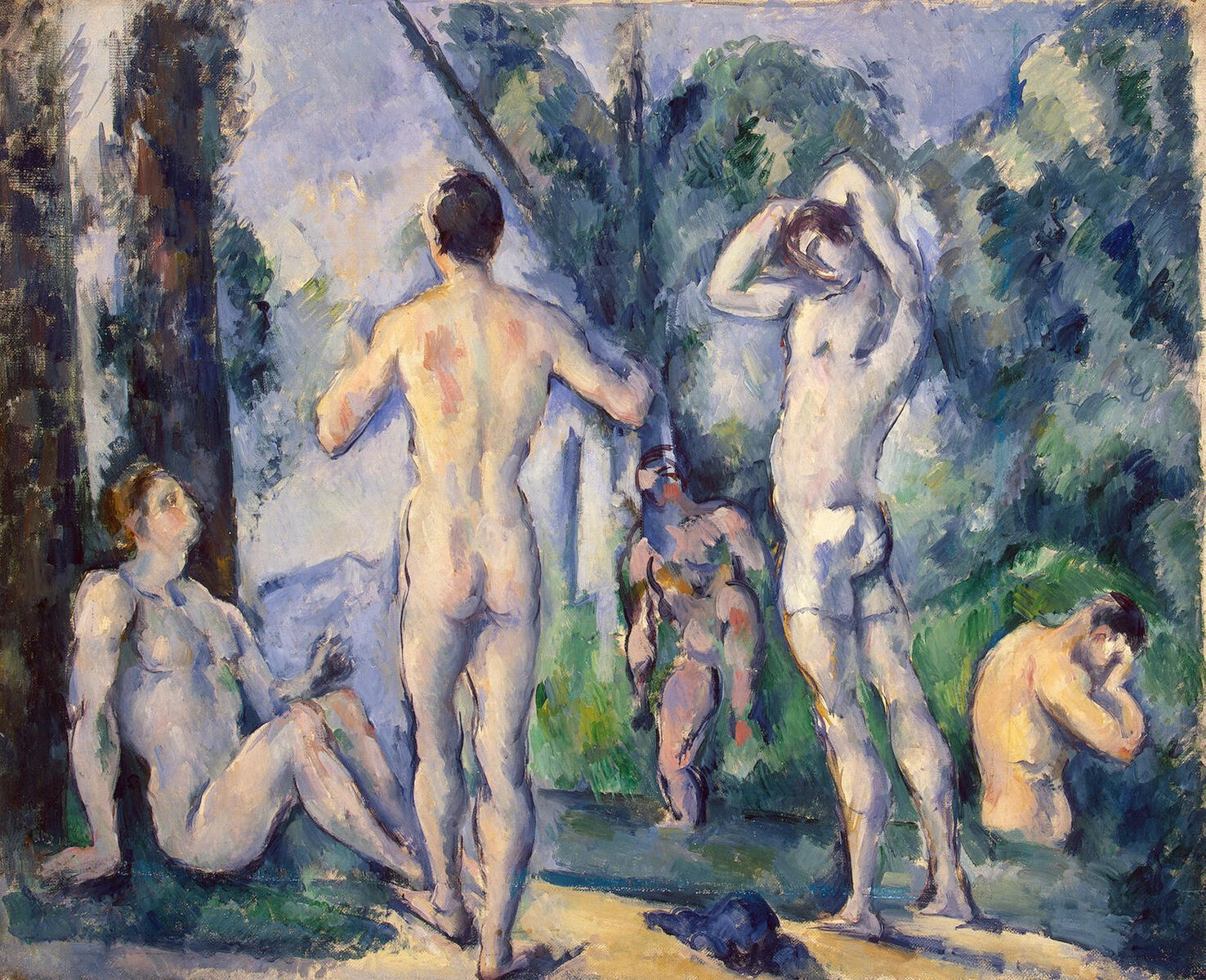
Поль Сезанн. «Купальщики». Около 1890—1891 годов.
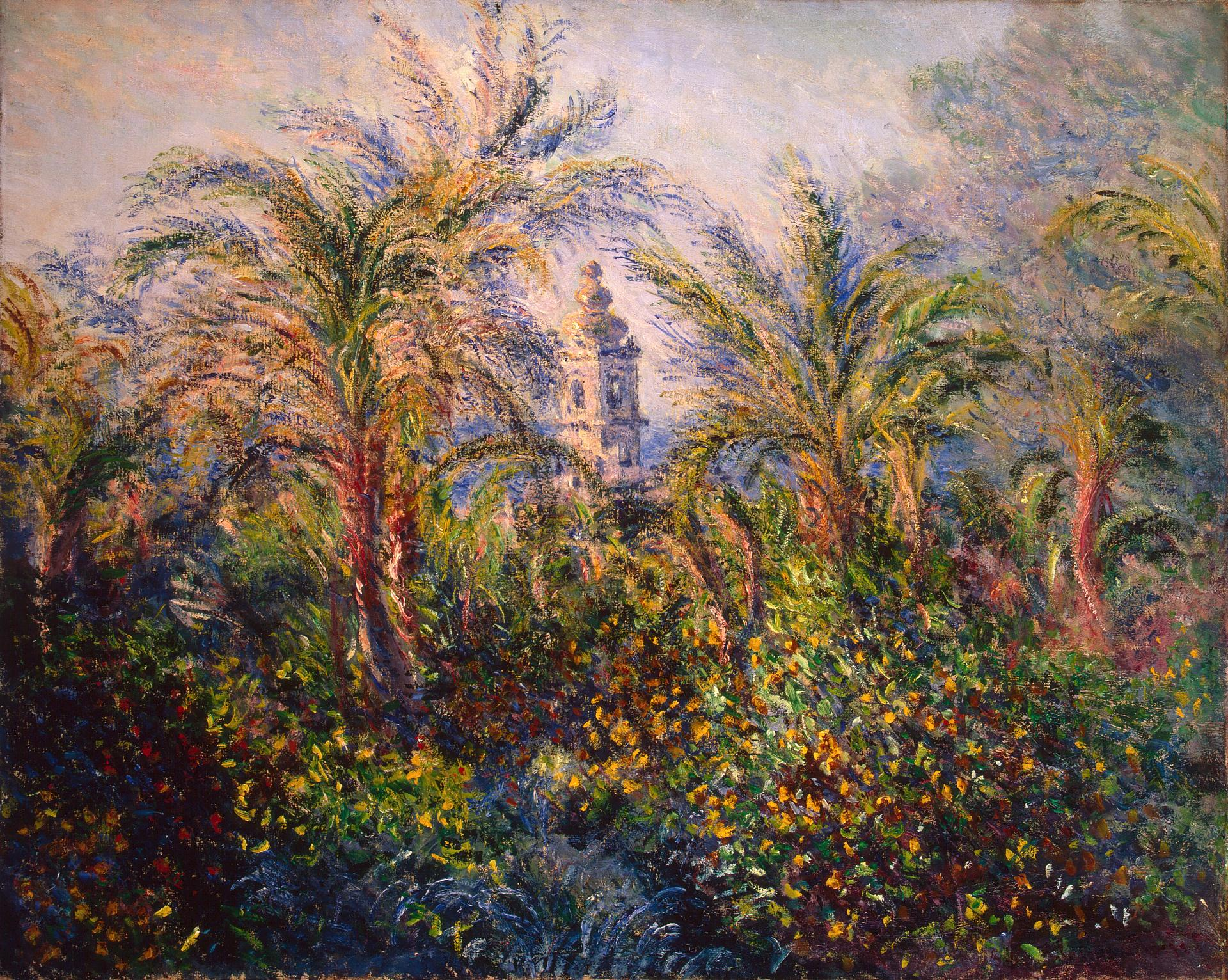
Клод Моне. «Сад в Бордигере». 1884 год
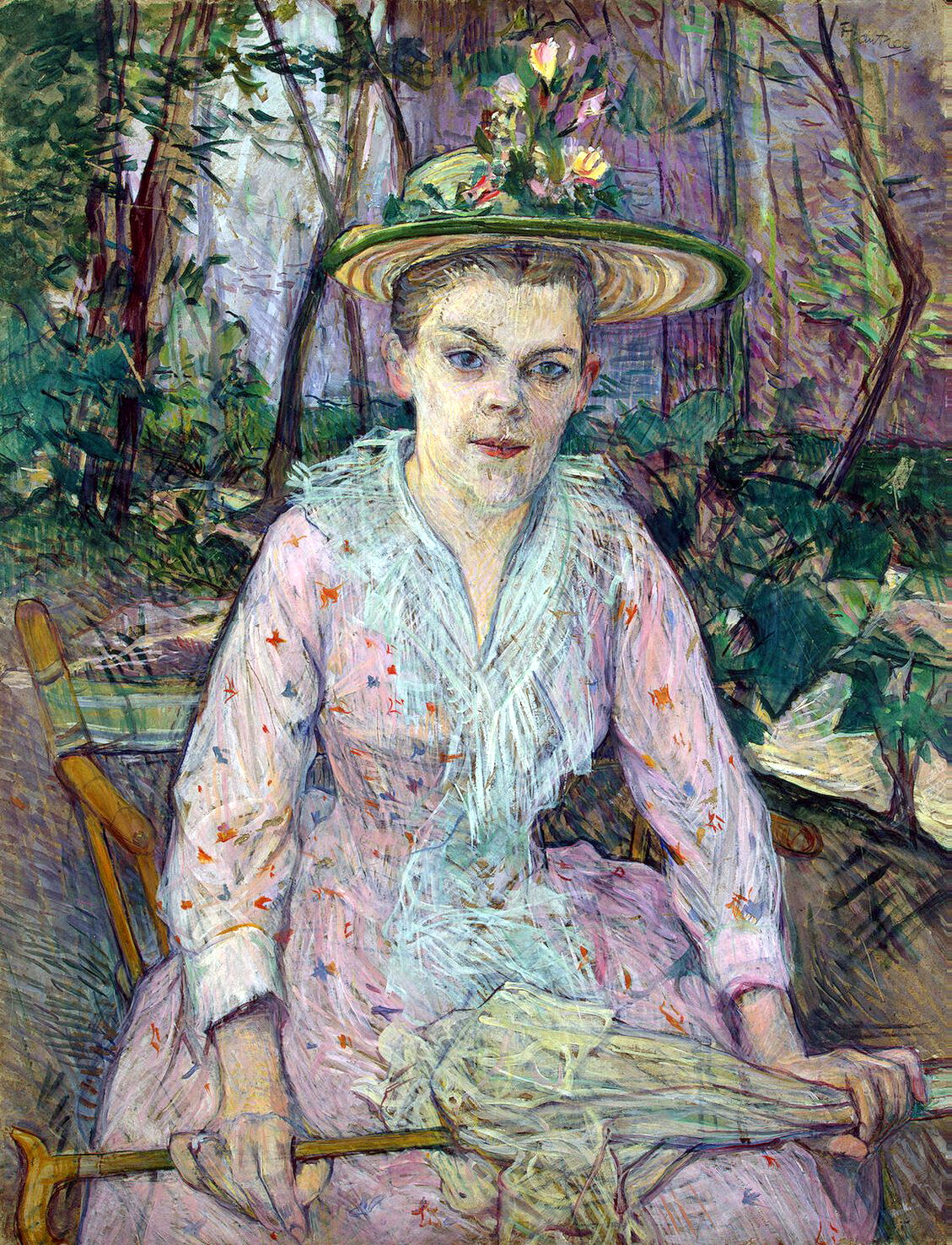
Тулуз-Лотрек. «Женщина с зонтиком». 1889 год.
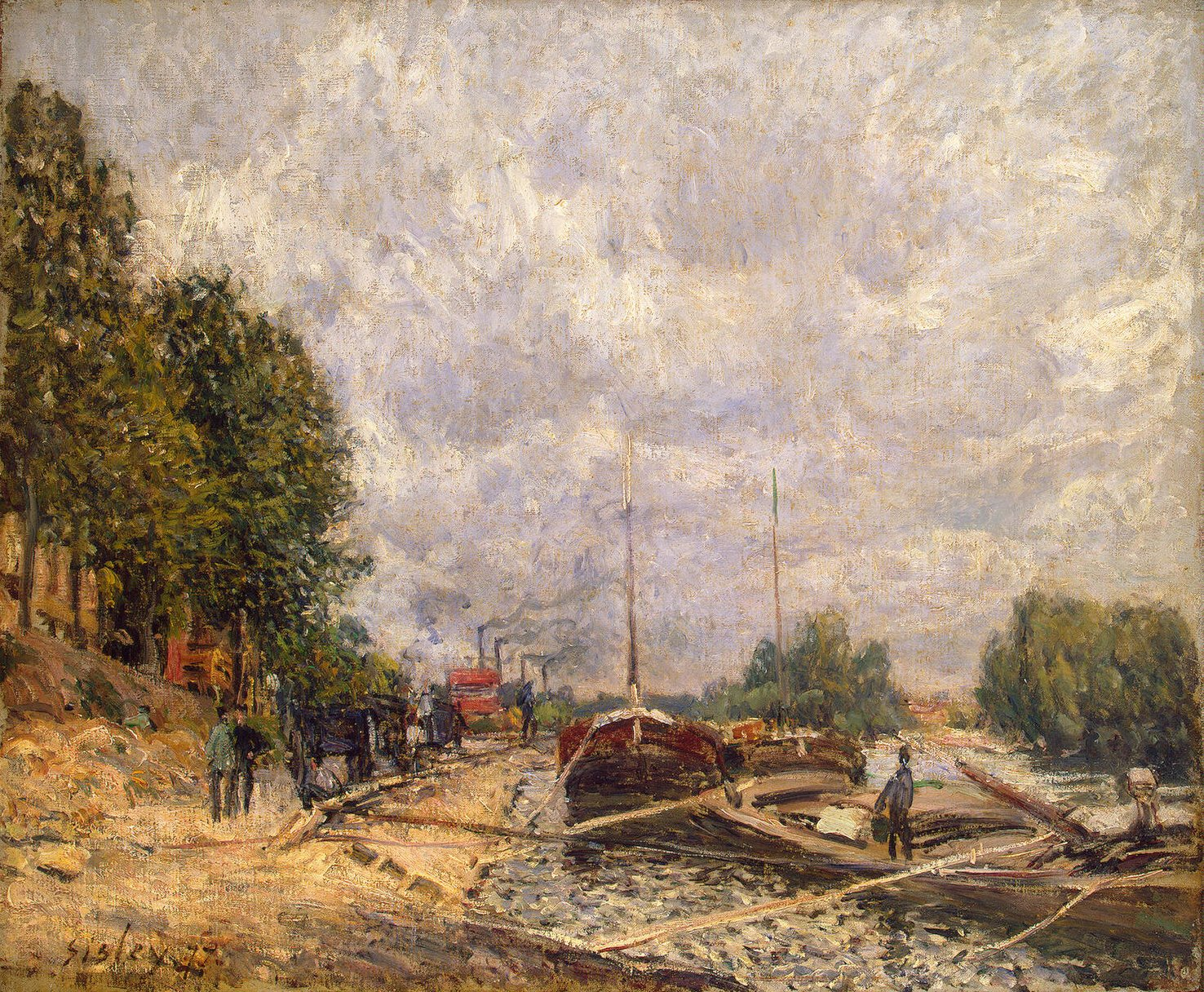
Альфред Сислей. «Баржи в Бийянкуре». 1877 год.
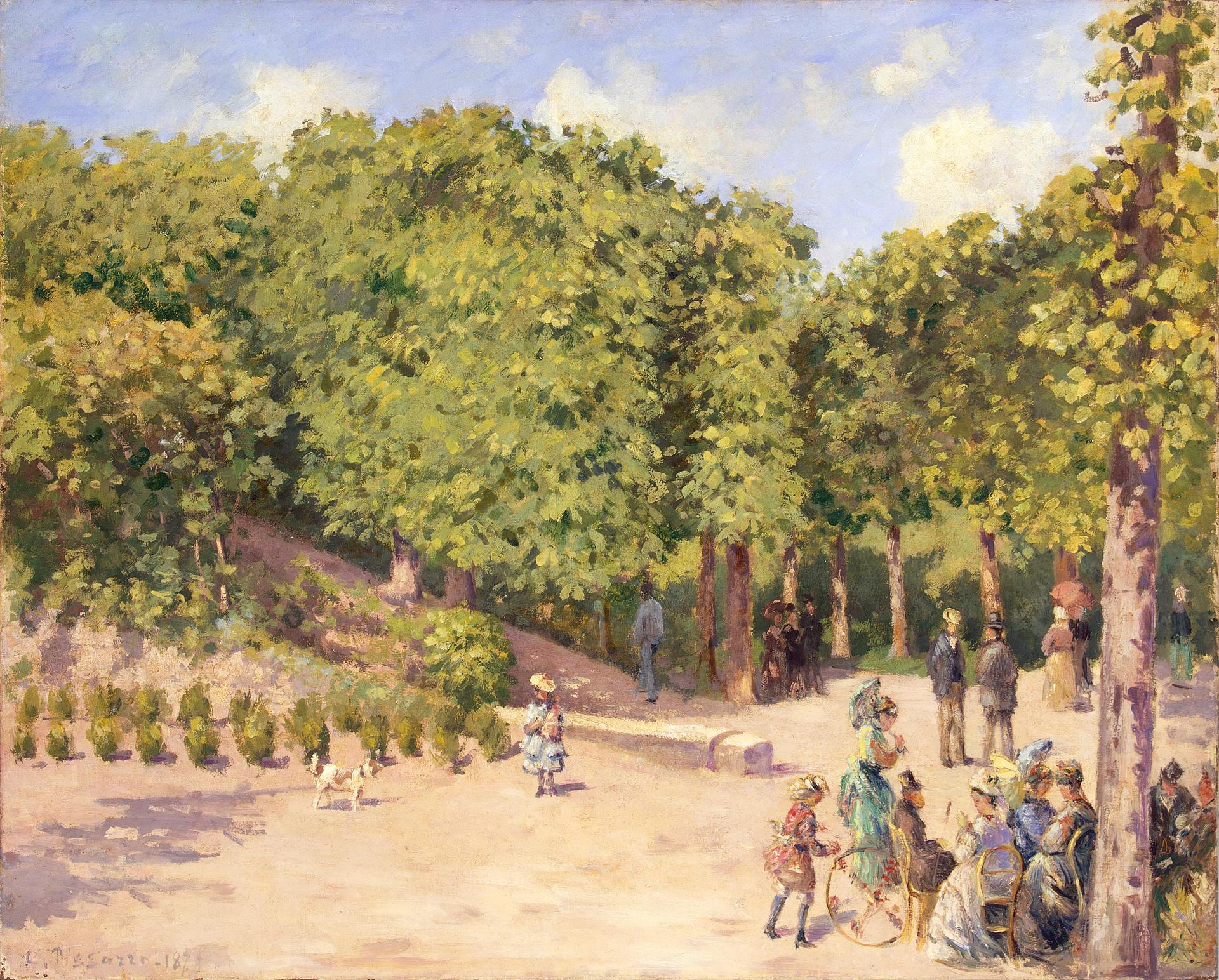
Камиль Писсарро. «Городской парк в Понтуазе». 1873 год.